# Xyrichtys incandescens
Xyrichtys incandescens är en fiskart som beskrevs av Edwards och Lubbock, 1981. Xyrichtys incandescens ingår i släktet Xyrichtys och familjen läppfiskar. IUCN kategoriserar arten globalt som livskraftig. Inga underarter finns listade i Catalogue of Life.